# Torfowce (rząd)
Torfowce (Sphagnales Limpr) – rząd mchów należący do klasy torfowców (Sphagnopsida). Należy do niego ok. 350 gatunków, głównie z rodzaju torfowiec (Sphagnum).

## Systematyka
W obrębie rzędu długi czas wyróżniano tylko jedną współczesną rodzinę z jednym rodzajem – torfowiec Sphagnum liczącym 350–500 gatunków. Odkryty na Tasmanii gatunek Ambuchanania leucobryoides ze względu na swą odmienność wyniesiony został do rangi monotypowego rodzaju, rodziny i rzędu ambjukananiowców Ambuchaniales. Analizy molekularne wykazały jednak, że bliżej z tym gatunkiem niż innymi torfowcami spokrewniony jest Sphagnum inretortum i wyraźnie odrębną linię rozwojową tworzy także Sphagnum sericeum. W efekcie zaproponowana w 2010 dla żyjących przedstawicieli klasy torfowców Sphagnopsida klasyfikacja obejmuje jeden rząd Sphagnales, trzy rodziny i cztery rodzaje:
rząd torfowce Sphagnales M. Fleisch., Die Musci der Flora von Buitenzorg 1: xxiii. 1904
- rodzina Sphagnaceae Dumort., Analyze des Familles de Plantes 68. 1829 – torfowcowate
  - rodzaj Sphagnum L., Species Plantarum 1106. 1753 – torfowiec
- rodzina Flatbergiaceae, A. J. Shaw, 2010
  - rodzaj Flatbergium A. J. Shaw, 2010 – takson monotypowy
- rodzina Ambuchananiaceae Seppelt & H. A. Crum ex A. J. Shaw 2010 – ambjukananiowate[6]
  - rodzaj Ambuchanania Seppelt & H. A. Crum ex A. J. Shaw 2010  – takson monotypowy
  - rodzaj Eosphagnum A. J. Shaw 2010  – takson monotypowy